# Carolus Rex
Albums de Sabaton
Coat of Arms
(2010) Heroes
(2014)
Singles
Carolus Rex est le sixième album studio du groupe suédois de heavy metal Sabaton, sorti le 23 mai 2012, en anglais et en suédois. Il s'agit du deuxième album du groupe à être distribué par Nuclear Blast après Coat of Arms, les autres ayant été distribués par Black Lodge Records. C'est le dernier album que publiera le groupe avec sa formation originale ; ensuite, le batteur, le claviériste et les deux guitaristes quitteront le groupe laissant le chanteur Joakim Brodén et le bassiste Pär Sundström continuer l'aventure.
C'est un album de onze titres, plus trois pistes bonus. Les chansons le composant s'axent principalement autour de l'histoire contemporaine de la Suède, retraçant, chronologiquement, l'ascension suédoise jusqu'à son apogée militaire, économique et politique et, ce, de l’avènement de Gustave II Adolphe jusqu'à la mort de Charles XII. C'est d'ailleurs sur ce dernier que la seconde moitié de l'album se focalise, au point d'en porter le nom (Carolus Rex est le nom de baptême latin de Charles XII).
Carolus Rex reçoit un accueil critique favorable, car ayant atteint la seconde position du classement des ventes en Suède, il consacre ainsi le groupe comme une figure majeure de power metal en Suède et dans le monde. Le succès de cet album leur a permis de rassembler près de 6 000 fans au Scandinavium de Göteborg. Des titres comme A Lifetime of War, Gott Mit Uns ou encore Long Live the King sont devenus des classiques du groupe sur scène. Il s'agit enfin du premier album du groupe à se consacrer à l'histoire suédoise, et leur troisième à porter un titre latin.

## Genèse

### Contexte

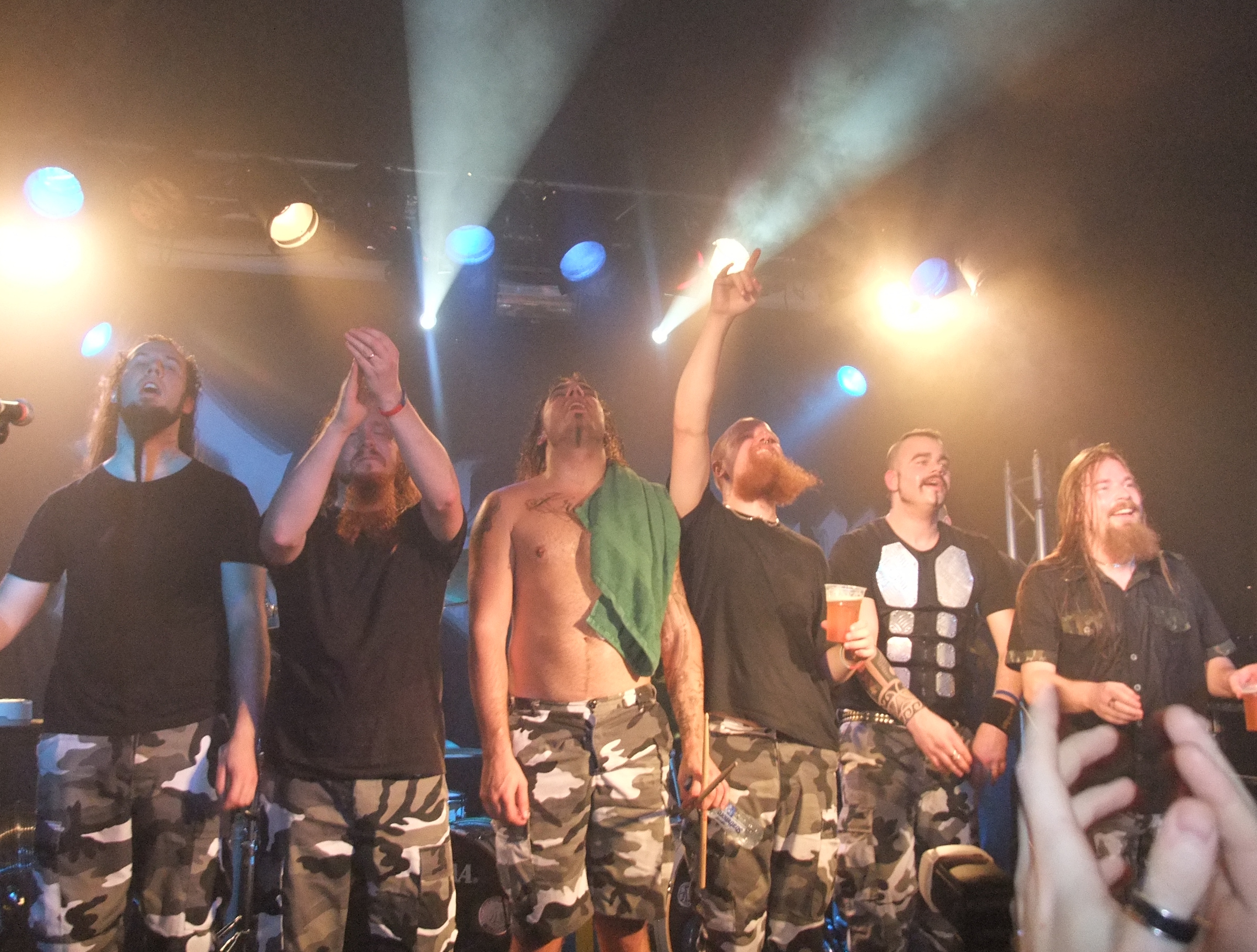
Sabaton au Garage de Londres en 2009.

Sabaton est un groupe de heavy metal suédois fondé à Falun en 1999. Le groupe s'assura rapidement une notoriété régionale, puis internationale, grâce aux albums Primo Victoria et Attero Dominatus, qui ont glané un accueil critique plus que favorable,. Le groupe a la particularité d'axer toutes ses compositions autour de thèmes historiques : principalement, la Seconde Guerre mondiale et les guerres de religion (époques se prêtant particulièrement bien au registre épique privilégié par le power metal).
Il s'agit justement de cette focalisation sur l'histoire de l'humanité en général qui donna naissance à Carolus Rex. En effet, le groupe, dans une interview accordée au site internet Grande Rock, affirme que l'idée de composer un album exclusivement tourné vers l'histoire suédoise vînt de leurs fans suédois. Ces derniers « ayant eu leur dose de Seconde Guerre mondiale », avaient en effet insisté pour que le groupe produise au moins un seul album entièrement consacré à l'histoire nationale et, plus particulièrement, en décrivant l'ascension de l'empire suédois depuis le XVIIe siècle (période pendant laquelle sa puissance fut consacrée à la Guerre de Trente Ans), jusqu'à la mort de Charles XII, en 1718. Ceci donna naissance, selon le bassiste Pär Sundström, « au meilleur album du groupe ».
Carolus Rex s'inscrit également dans un contexte de renouveau pour le groupe, dans la mesure où quatre membres sur six ont quitté Sabaton afin de « suivre leurs voies respectives ». Il faut également noter le fait que Sabaton venait d'achever sa première tournée américaine, où le public ignorait tout de leurs anciens albums, car seul l'album Coat of Arms y fut commercialisé.
Enfin, Pär Sundström revient sur le changement quasi-intégral de line-up qui a eu lieu pendant l'enregistrement du nouvel album. Dans l'interview accordée à Grande Rock, il affirme que les quatre membres concernés se sont désistés en pleine session. Mise en cause, la liste impressionnante des destinations des tournées mondiales durant trois ans. D'après lui, les quatre musiciens ont abandonné le projet Sabaton à cause de l'épuisement généré par des tournées incessantes et des prestations épuisantes mais, aussi, par le fait qu'ils commençaient à former des familles.

### Écriture et enregistrement

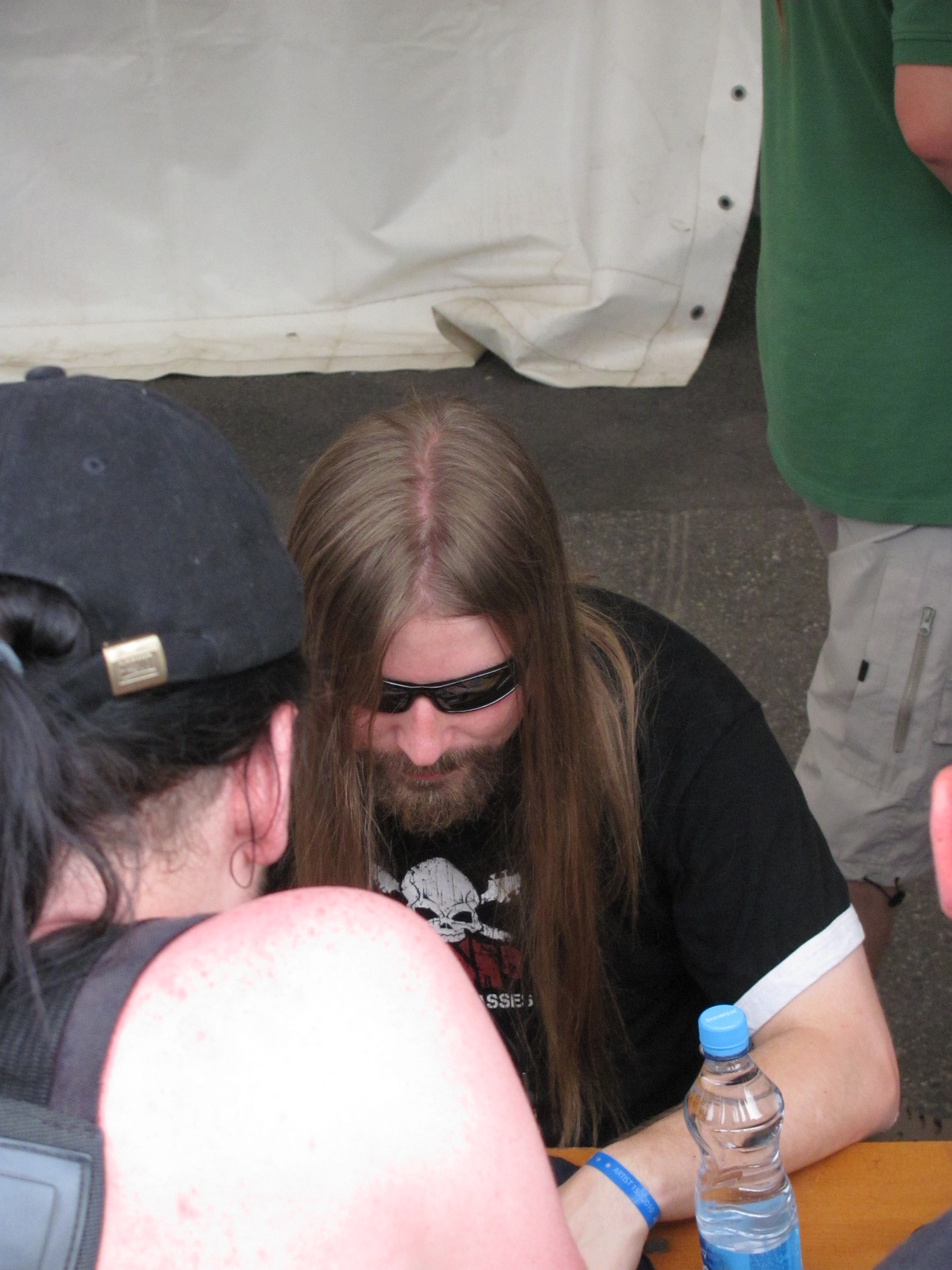
Pär Sundström, bassiste du groupe, au festival Masters of Rock en 2010.

Le titre correspond au nom latin du monarque suédois Charles XII, annonçant d'emblée le thème autour duquel s'organise l'album, qui consacre d'ailleurs près de sa moitié au personnage. Pär Sundström évoque également le partenariat de l'écriture qui lia les deux plumes du groupe (Joakim Brodén et lui-même) à l'historien Bengt Liljegren, dont l'expertise apporta une véritable profondeur historique aux compositions du groupe.
L'enregistrement fut pour le moins périlleux, puisque ce septième opus était la première collaboration  des cinq hommes, réunis dans le même studio. Hormis le batteur Robban Bäck, qui avait déjà participé à quelques morceaux sur scène en compagnie de l'ex-formation, les deux nouveaux n'avaient encore jamais joué ni avec les deux membres originaux, ni même ensemble. Pär Sundström évoque également le stress occasionné par le changement soudain de line-up qui s'effectua au beau milieu de la période d'enregistrement, exprimant sa joie de  voir Joakim et lui-même « encore en vie » malgré la difficulté de la production.
Pär Sundström évoque également la décision du groupe de sortir son album en anglais et en suédois. Carolus Rex sera le premier album du groupe à connaître cette dualité linguistique. Il éclaircit les raisons de cette décision en mettant en avant le fait que Joakim « chante superbement en suédois », mais aussi parce que cette dualité permettra aux auditeurs ne maîtrisant qu'une seule des deux langues de pouvoir profiter pleinement des textes de l'album. En effet, il était convenu à l'origine que cohabiteraient des chansons en suédois et en anglais, sur un seul et même disque. Cependant, devant le succès international grandissant du groupe (illustré par la tournée nord-américaine de 2011), ce choix privait un public exclusivement anglophone de la moitié de l'album. Pour le groupe, il était « plus qu'évident » que la langue suédoise se devait d'être présente dans un album consacré à l'histoire suédoise, au point de conserver des vers non traduits du suédois dans la version anglaise, et ce notamment dans The Carolean's Prayer ou Gott Mit Uns, dont le refrain et le titre sont écrits en allemand,,.

## Caractéristiques artistiques

### Listes des chansons
Toutes les chansons sont écrites et composées par Joakim Brodén et Pär Sundström, sauf quand précisé.
| No  | Titre                                                      | Durée |
| --- | ---------------------------------------------------------- | ----- |
| 1.  | Dominium Maris Baltici (instrumental ; musique de Sabaton) | 0:29  |
| 2.  | The Lion from the North / Lejonet från norden              | 4:42  |
| 3.  | Gott Mit Uns                                               | 3:15  |
| 4.  | A Lifetime of War / En Livstid i krig                      | 5:45  |
| 5.  | 1648                                                       | 3:54  |
| 6.  | The Carolean's Prayer / Karolinens bön                     | 6:14  |
| 7.  | Carolus Rex                                                | 4:53  |
| 8.  | Killing Ground / Ett slag färgat rött                      | 4:24  |
| 9.  | Poltava                                                    | 4:03  |
| 10. | Long Live the King / Konungens likfärd                     | 4:09  |
| 11. | Ruina Imperii                                              | 3:21  |

| 12. | Twilight of the Thunder God | Amon Amarth | 3:59 |
| 13. | In the Army Now             | Status Quo  | 3:59 |
| 14. | Feuer Frei!                 | Rammstein   | 3:12 |

### Illustrations

Grandes armoiries de Suède, avec les deux lions royaux, les trois couronnes des petites armoiries, et la couronne symbole de la monarchie.

Étant donné le fait que l'album soit sorti en deux langues, anglaise et suédoise, chaque version bénéficie de sa propre illustration.
- Sur l'illustration de la version anglaise de l'album prédomine la couleur bleue emblématique du drapeau de la Suède. Le texte et les divers objets représentés s'inscrivent dans un cadre fait d'ornements traditionnels suédois, le tout sur un fond de montagnes et de cimes enneigées en haut, et de vagues rougies par un coucher de soleil en bas. En haut de la pochette est écrit le nom du groupe, en imposantes lettres d'or, et ce dans le style graphique habituel. Au centre trône la couronne royale, symbole de la monarchie suédoise, et figurant sur toutes les armoiries du pays, l'artiste ayant pris quelques libertés en la représentant car apposant au bas de la couronne l'initiale stylisée du groupe. Autour de cette dernière viennent se positionner quatre drapeaux suédois, deux étendards arborant les grandes armoiries en leur centre, et deux oriflammes arborant les trois couronnes caractéristiques des petites armoiries suédoises. S'adossent contre ces deux drapeaux deux lions, emblèmes royaux suédois de courage et de noblesse, colorés en bleu tout en étant dessinés en jaune or, reprenant ainsi les deux couleurs du drapeaux. Entre les deux oriflammes vient s'introduire le sceau royal. Enfin, au bas de l'illustration s'étend la représentation d'un tissu rouge, sur lequel est brodé en lettres d'or le titre de l'album, Carolus Rex. Cela crée un décalage, un contraste frappant, entre l'imposante écriture du nom du groupe et celle du titre, beaucoup plus discret[8].
- L'illustration de la version suédoise de l'album est quant à elle moins chargée. En effet, cette dernière consiste en la représentation d'un contingent de cavalerie suédoise à la charge, alors qu'au fond on distingue les rangs d'infanterie engagés en mêlée. Le contraste entre le nom du groupe et celui de l'album existe toujours, mais cette fois-ci le titre de l'album est imprimé sur une oriflamme suédoise. Au premier plan figure un cavalier, à l'uniforme typiquement suédois (haut en bleu, bas en jaune), brandissant une épée et scandant un cri de guerre. Le fait que l'on n'aperçoit que le blanc de ses yeux peut être interprété comme une référence à la chanson The Carolean's Prayer. Au second plan apparaît une poignée de cavaliers brandissant des drapeaux identiques à ceux présents sur la pochette anglaise. Enfin du feu jaillit du bas de l'illustration[9].

### Composition et thèmes abordés

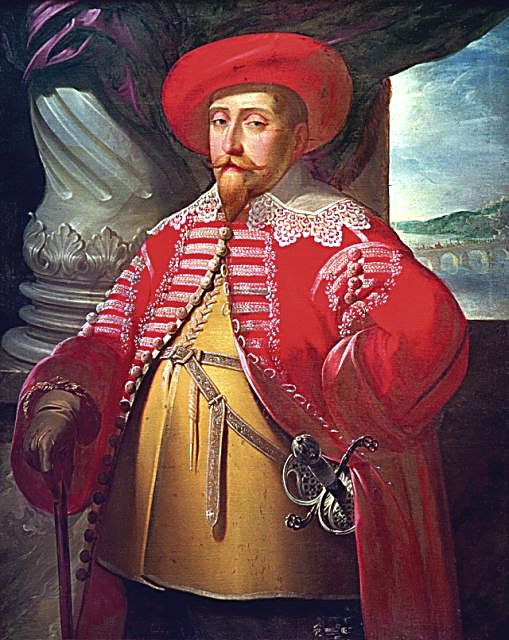
Gustave II Adolphe (1594-1632), roi de Suède, apparaît principalement dans la première partie de l'album, étant l'un des protagonistes de la guerre de Trente Ans.

Comme dans tous les autres albums de Sabaton, le groupe aborde des sujets relatifs à l'histoire, narrant des évènements historiques ayant marqué la mémoire collective de l'humanité, comme les deux guerres mondiales. De fait, la principale différence entre Carolus Rex et les autres albums du groupe est le fait qu'il se focalise exclusivement sur la Suède et son histoire, et ce en retraçant l’ascension de la nation suédoise au fil du XVIIe siècle, jusqu'à sa consécration comme grande puissance européenne au début du XVIIIe siècle.
La première réelle différence dans la composition est l'existence d'une chronologie, faisant de cet album un album-concept. En effet, chaque chanson est le commencement et la suite d'une autre, le tout s'inscrivant dans une frise chronologique. Chaque titre est en fait un épisode de l’ascension suédoise.
L'album s'ouvre sur une piste instrumentale de 25 secondes, Dominium Maris Baltici. Cette piste n'est qu'une introduction, servant de prologue à l'album. Son titre latin peut être traduit par « Domination de la mer Baltique ». Dominium maris baltici est la formule utilisée pour évoquer la puissance suédoise qui s'étendait tout autour de la mer Baltique, référence à la domination romaine sur la mer Méditerranée.
L'album débute réellement avec The Lion from the North (soit Le Lion du Nord), surnom du roi suédois Gustave II Adolphe. Un énergique riff de guitare, accompagné par les claviers de Joakim Brodén, inaugure la piste. La voix de ce dernier chante alors la gloire du souverain, son ambition de vouloir gouverner « mers et terres » et que quiconque osant lui résister périra par « l'épée et la volonté divine ». On y décrit le roi comme étant courageux, noble, habile stratège, libérateur, mais également un va-t'en-guerre d'une rare violence. Le souffle épique de la chanson réside dans le refrain, intégralement en latin, où Joakim Brodén et les choristes scandent le nom du souverain, suivi de « Liberté et Règne » et le qualifiant de « Majestueux ». Tout au long de la chanson sont évoqués ses faits d'armes pendant la guerre de Trente Ans, le décrivant comme « une tempête qui s'abat sur l'Europe », devant laquelle « les Catholiques tremblent de peur ». Sa mort tragique à la bataille de Lützen en 1632 n'est cependant pas évoquée.
La chanson finit au bout de cinq minutes, laissant place à Gott Mit Uns. La piste s'ouvre sur un riff de guitare qui, d'après le bassiste, est censé évoquer le galop d'une charge. Elle évoque une fois de plus les armées suédoises à la bataille de Breitenfield en 1631, remportée par ces dernières commandées par Gustave II Adolphe, précédemment glorifié. Les hommes se déclarent « prêts à mourir pour leur roi ». Le refrain reprend le moment où les armées suédoises attaquent les positions catholiques, Gott Mit Uns signifiant « Dieu est avec nous » en allemand. La bataille est décrite comme décisive car c'est d'elle « qu'émerge un nouvel empire », à l'issue des sept attaques catholiques repoussées par les Suédois, « emplissant leurs cœurs de peur ». La chanson s'achève avec la description de la débandade catholique, « des milliers de soldats fuyant pour survivre ».
Le dernier couplet de Gott Mit Uns, chanté à la gloire de l'ascension de l'Empire suédois, révèle une chanson de plus de cinq minutes : A Lifetime of War. La piste rompt singulièrement avec ce que l'album avait pu présenter auparavant. Au lieu de narrer les exploits des monarques suédois ou la puissance des armées suédoises, la chanson (littéralement Une vie de guerre) blâme plutôt les méfaits de la guerre de Trente Ans et ses conséquences néfastes pour l'Europe. Joakim Brodén chante que « deux façons de voir et de diriger le monde » (évoquant notamment le catholicisme et le protestantisme, causes principales de l'éclatement de la guerre) ont décimé l'Europe, et que la religion ici ne servait que la propagande des rois et reines du continent. Le refrain fait un constat sur l'inconscience de l'Homme, aveuglé par la religion et la cupidité, le poussant à « sacrifier des millions d'hommes » pour assouvir ses fins. En outre, la chanson évoque la longueur de la guerre de Trente Ans, jugée exagérée et incongrue. Enfin, A Lifetime of War se conclut par la ressemblance et la similitude des hommes au moment de leur trépas, ne faisait aucune distinction entre leurs intentions, leur richesse, et le pays qu'ils avaient pu servir.

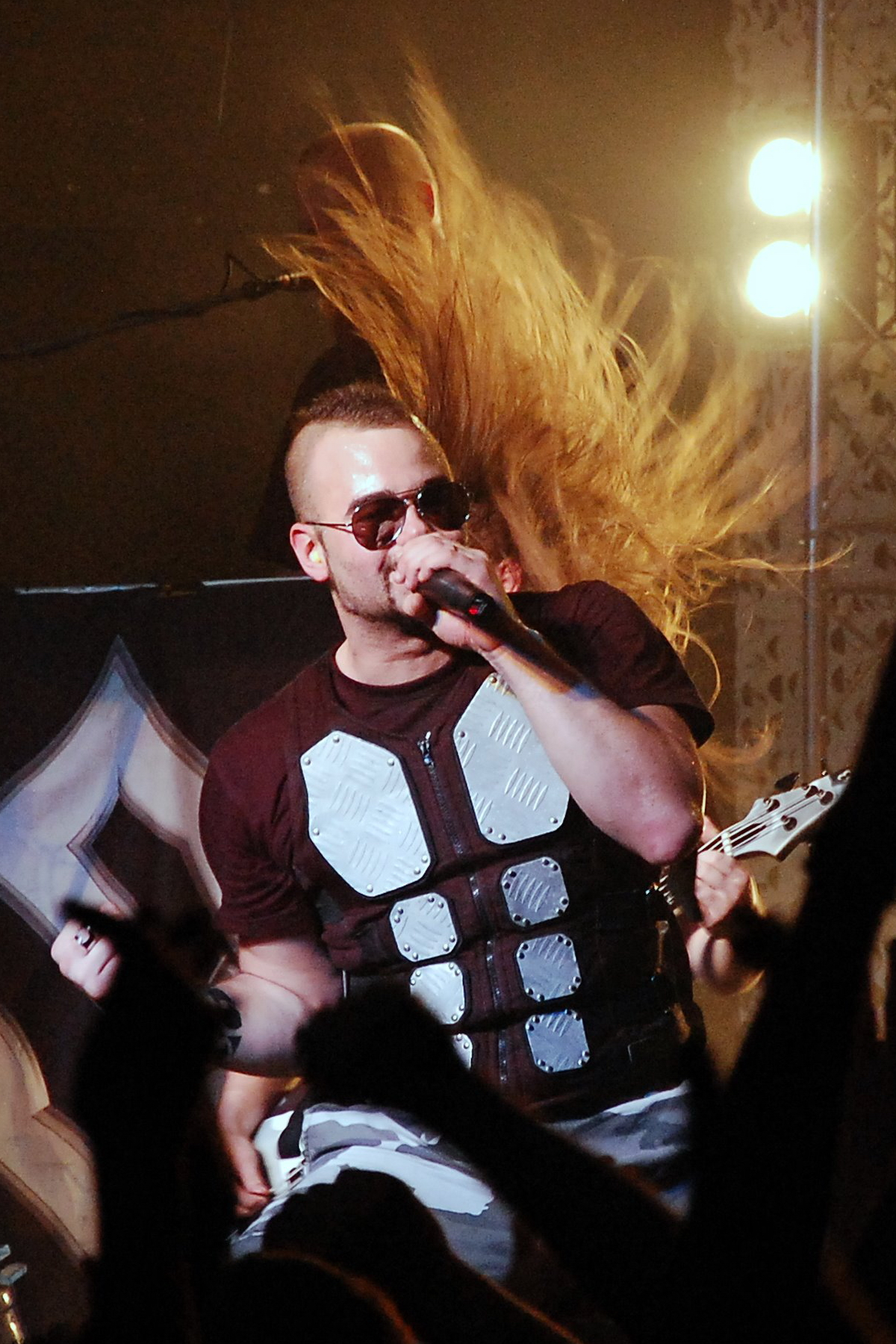
Joakim Brodén sur scène à Cracovie en 2008.

L'album revient dans des dimensions plus habituelles et plus communes pour Sabaton, puisque la piste 1648 narre une bataille de la guerre de Trente Ans, au lieu de déplorer ses conséquences et son déroulement. En effet, 1648 représente l'année de fin d'une guerre ayant duré trois décennies, notamment par la signature des traités de Westphalie entre catholiques et protestants, et plus précisément le traité d'Osnabrück qui met fin au conflit germano-suédois. La chanson relate le dernier engagement militaire de la guerre de Trente Ans : la bataille de Prague. Pendant celle-ci, l'armée suédoise, menée par le comte Hans Christoff de Kœnigsmark, désigné comme « désirant plus qu'il ne peut accomplir », assiège la capitale bohémienne, état faisant d'ailleurs partie du Saint-Empire. La chanson glorifie ici clairement l'effort de guerre et le courage de la population pragoise, qui essaye d'empêcher les Suédois de pénétrer et de piller la ville, au prix de nombreuses vies sacrifiées, « leurs frères mourant l'un après l'autre ». Les Pragois arrivent à éloigner les Suédois de la vieille ville, les repoussant sur le Karluv most (le Pont Charles). Le combat se poursuivra pendant plusieurs mois, avec une pression permanente et constante de l'armée suédoise, notamment grâce à l'arrivée de renforts menés par le prince Charles Gustave. Finalement, en novembre 1648, le siège est levé après la signature du traité de paix. L'issue du siège reste indécise, les Suédois ayant finalement pillé la ville mais n'étant pas arrivés à en prendre possession, étant constamment repoussés sur « les rives de la Vltava ». La chanson se conclut de manière assez similaire à A Lifetime of War, puisque Brodén chante qu'« après trente ans de guerre, l'issue de la guerre renvoie vers son commencement ».
Après une chanson dans le pur style du groupe, The Carolean's Prayer apparaît plutôt comme une transition entre la période de Gustave II Adolphe qui vit l'affirmation de la puissance suédoise, et le règne de Charles XII, dernier monarque de la période faste de la Suède. D'ailleurs, la chanson célèbre le courage et la valeur des soldats suédois qui marchent sous la bannière de Charles XII. Elle débute par quelques notes de claviers qui ne sont pas sans rappeler celles d'un orgue lors de prières chrétiennes, car comme le titre l'indique, la composition de la chanson suit le schéma d'un psaume. En effet, Joakim Brodén y chante le fait que les Suédois s'en vont en guerre « pour la religion, le roi et la gloire », et ce au nom « du Christ ». Leur courage et leur piété sont mis en avant, car conformément aux « ordres issus des Cieux », ils marcheront « en bravant le feu ennemi », « insensibles aux volées » car « protégés par leur foi ». Le refrain continue sur cette lancée et évoque la marche en rangs de l'infanterie suédoise, dont le blanc des yeux apparaît à leurs ennemis. Le chanteur exhorte alors l'adversaire à admirer la marche des Caroleans, que l'on pourrait traduire par Carolingiens, en référence au nom latin de Charles XII, Carolus Rex. Quelques vers scandés en suédois qui dépeignent les soldats suédois comme courageux, « faisant face au plomb et ne montrant aucune peur » séparent les différents couplets. La chanson se finit sur ces mêmes vers, chantés sur un fond musical qui s'évanouit.

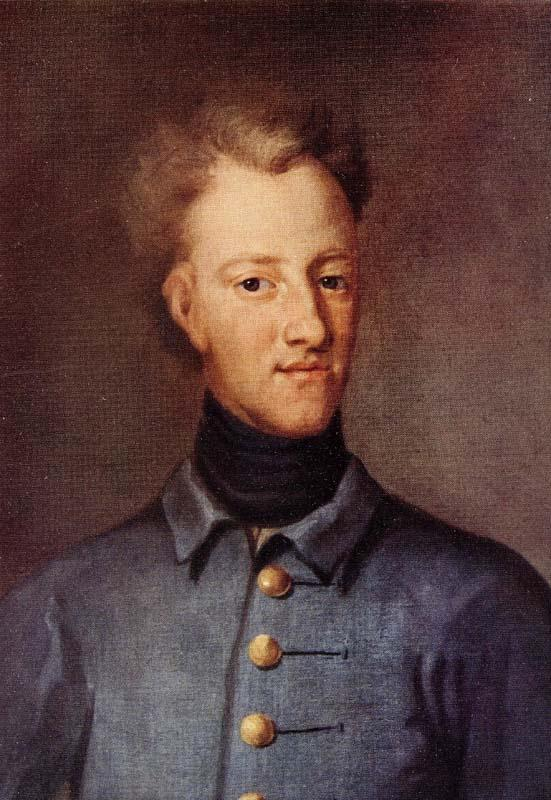
Portrait de Charles XII, personnage central de l'album-concept, datant de 1706.

Après The Carolean's Prayer vient la chanson éponyme, à savoir Carolus Rex. Joakim Brodén fait parler Charles XII à la première personne, un roi qui exprime sa satisfaction à se voir « enfin couronné », après quinze ans d'attente (il a en effet quinze ans lorsqu'il succède à son père Charles XI). Il annonce dès le départ qu'il « ne jurera allégeance à personne », car ayant été « couronné par Dieu et non pas par l'Église ». Il continue en avançant le fait que sa cour l'avait trouvé trop jeune pour régner, mais les courtisans n'avaient pas compris qu'il était « né pour régner ». Un dernier vers clôture le premier couplet (« mon heure est arrivée »), avant que les  chœurs  n’entament le refrain. Les membres du groupe scandent le fait qu'il ait été « choisi par le Ciel », ordonnant ainsi à tout croyant de « mentionner son nom pendant la prière aux cieux », invitant à voir « Carolus s'affirmer ». Il s'adresse ensuite au « Seigneur, son protecteur », l'implorant de les faire plier à sa volonté. Le roi y est donc présenté comme un personnage pieux, ambitieux mais également despotique. De façon à légitimer son pouvoir, Charles XII expose alors ses faits d'armes. Ayant  « mené ses hommes à la victoire », il déclare donc que nul homme mort ou vif n'a d'autorité sur lui, car il n'est responsable que devant le Seigneur. D'ailleurs il menace de mort tout individu qui douterait de lui, car ce qu'il dit est « l'écho de ce qui se dit dans les Cieux ». La chanson s'achève sur le refrain, après que Charles XII ait fait part de sa volonté de s'approprier « tout ce qu'il voit ».
La piste qui succède à la chanson éponyme, à savoir Killing Ground, est décrite par Pär Sundström comme suivant le schéma classique d'une chanson du groupe de heavy metal britannique Iron Maiden. Elle retranscrit la bataille de Fraustadt, qui voit les armées suédoises du général Carl Gustaf Rehnskiöld écraser les forces du Royaume de Saxe et de l'Empire russe. Brodén y chante le coup d'éclat tactique du général, dont la stratégie d'attaque sur les flancs fut décisive et très coûteuse en hommes pour les Saxons et Russes. Le refrain célèbre par ailleurs la lâcheté des Saxons, qui « implorent la grâce des Carolingiens ».
La chanson suivante, Poltava, aborde également une confrontation de la Grande guerre du Nord. Lors de la bataille de Poltava, l'armée suédoise connaît une défaite décisive face aux troupes de Pierre le Grand, défaite qui porte un coup d'arrêt à l'expansion territoriale suédoise en Europe du Nord, et qui, surtout, lui fait perdre sa position de puissance dominante dans la région, au profit de la Russie. En outre, la chanson décrit  l'état de fatigue des troupes suédoises, affamées, du fait de l'utilisation de la politique de la terre brûlée par Pierre Ier. Le refrain donne un aspect tragique à la situation, puisque décrivant les troupes suédoises comme ayant « rencontré leur bête noire » et « sacrifié vainement leurs vies ». Enfin, Poltava se penche sur l'échec du plan de bataille de Charles XII, forcé à prendre la fuite lorsque la défaite est devenue inéluctable.

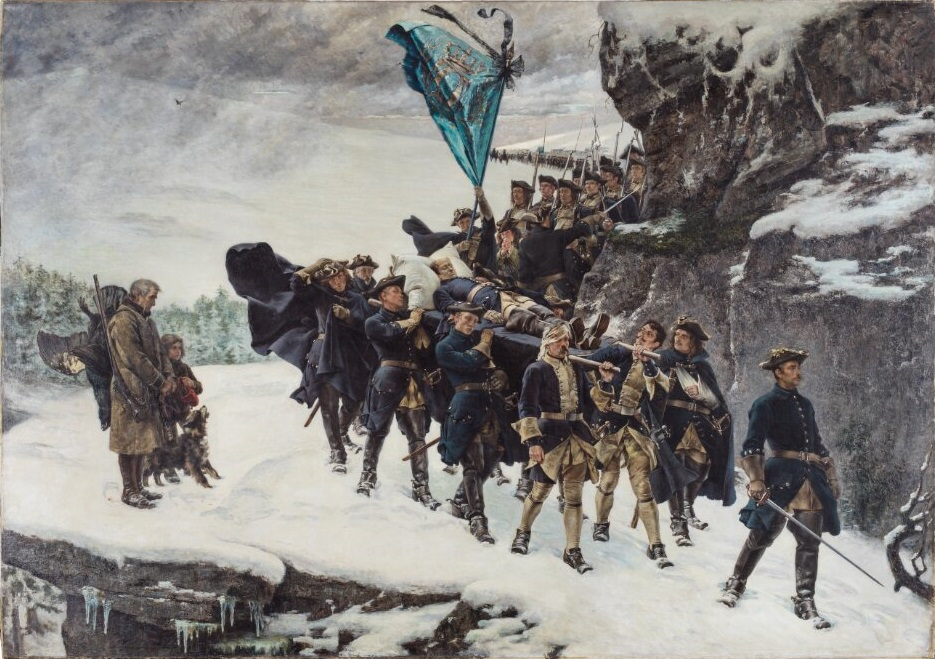
La dépouille de Charles XII sur le chemin du retour (huile sur toile de Gustaf Cederström, 1884).

La bataille de Poltava, qui signe définitivement le déclin de l'Empire suédois, est ainsi suivie de Long Live the King. Cette chanson, qui est en fait la dernière de l'album et qui clôt ce dernier, évoque la mort de Charles XII, en Norvège. Ce dernier, ayant cherché refuge chez les Ottomans après sa défaite à Poltova, a pu rejoindre son pays, lever une armée, et se lancer à la conquête de la Norvège sous occupation danoise. Cependant, il meurt d'une balle au crâne la nuit du 11 novembre 1718 lors du siège du fort de Fredriksten, le premier vers de la chanson y faisant référence : « Les rêves sont rarement anéantis par une balle dans les ténèbres ». La chanson illustre la détresse du peuple suédois, qui est à présent dépourvu de chef, se demandant si « le royaume s'effondrerait », et cherchant un nouveau leader vers lequel se tourner. Le refrain revient sur la controverse de la mort du roi concernant la provenance de cette balle (« tué par les siens ou par ses ennemis ? ») et chante son intemporalité par un « longue vie à Carolus Rex », dont le cadavre fut rapatrié par ses soldats, après des années « de guerre et d'agonie », continuant à insister sur le mystère entourant la mort du monarque.

## Réutilisations
Un contenu additionnel du jeu Europa Universalis 4 est sorti en 2015 contenant 5 chansons de cet album : 
- A Lifetime of War
- Art of War
- The Lion From The North
- Carolus Rex
- Karolinens Bön

## Crédits
Sabaton
- Joakim Brodén — chant, claviers
- Pär Sundström — basse
- Chris Rörland — guitare
- Thobbe Englund — guitare
- Robban Bäck — batterie